# Etruria (Schiff, 1885)
Die Etruria war ein 1885 in Dienst gestellter Ozeandampfer der britischen Reederei Cunard Line, der als Royal Mail Ship im Passagier- und Frachtverkehr auf der Route Liverpool–Queenstown–New York eingesetzt wurde. Sie war eine Trägerin des Blauen Bands und bei Indienststellung eines der größten Schiffe ihrer Zeit. Die Etruria wurde 1908 außer Dienst gestellt und 1910 abgewrackt.

## Das Schiff
Im Jahr 1883 bestellte die Cunard Line bei der Werft John Elder & Company in Govan bei Glasgow zwei neue baugleiche Schwesterschiffe, die im Passagierverkehr auf der Nordatlantikroute eingesetzt werden und zudem wettbewerbsfähig im Kampf um das Blaue Band, die begehrte Auszeichnung für die schnellste Atlantiküberquerung eines Passagierdampfers, sein sollten. Der Bau wurde finanziert, indem die beiden älteren Cunard-Schiffe Parthia und Batavia (beide von 1870) bei John Elder & Company in Zahlung gegeben wurden.
Das zuerst fertiggestellte dieser beiden Schiffe war die im Juni 1884 vom Stapel gelaufene Umbria (Baunummer 285), der wenige Wochen später die Etruria (Baunummer 286) folgte. Beide Schiffe waren 158,2 Meter lang, 17,43 Meter breit und hatten einen Rauminhalt von 7.718 BRT. Sie waren damit die bis dahin größten Schiffe der Cunard Line und gehörten zu den größten Schiffen weltweit. Sie waren die letzten Cunard-Schiffe, die mit Segeln ausgestattet waren und auch die letzten beiden, die mit einem einzelnen Propeller und Verbunddampfmaschinen angetrieben wurden.
Auffällig waren die beiden relativ breiten Schornsteine. Das Schiff hatte zudem drei voll betakelte stählerne Masten. Eine Innovation auf der Etruria wie auch auf ihrem Schwesterschiff waren Kühlvorrichtungen für den Transport von verderblichen Lebensmitteln. Das Schiff wurde mit Verbunddampfmaschinen und neun Doppelender-Kesseln angetrieben, die insgesamt 320 Tonnen Kohle pro Tag verbrauchten und eine Geschwindigkeit von 19 Knoten (33,3 km/h) ermöglichten. Der Schiffsrumpf war in zehn wasserdichte Abteilungen gegliedert.
Die Ausstattung der Kabinen und Salons stellte den Inbegriff des Viktorianischen Zeitalters dar. Die Aufenthaltsräume der Ersten Klasse waren mit geschnitztem und geschmücktem Mobiliar und schweren Samtvorhängen ausgestattet und im damals sehr populären Bric-à-Brac-Design gehalten. Die Räumlichkeiten der Ersten Klasse, darunter der Speisesaal, Rauchsalon und Musiksalon befanden sich auf dem Promenaden-, Ober-, Salon- und Hauptdeck. Die Zweite Klasse war für den damaligen Standard komfortabel und geräumig und stach viele Konkurrenten aus. Es konnten zunächst 550 Passagieren der Ersten Klasse und 800 der Zweiten Klasse an Bord genommen werden. Später wurden die Räumlichkeiten für 500 Passagiere der Ersten, 160 der Zweiten und 800 der Dritten Klasse ausgelegt.
Beide Schiffe machten sich durch ihre Größe, Schnelligkeit und luxuriöse Ausstattung einen Namen und zählten lange zu den Glanzstücken im nordatlantischen Passagierverkehr.

## Geschichte

### Rekordbrecher
Die Etruria lief am 20. September 1884 vom Stapel und wurde im März 1885 fertiggestellt. Am 26. März 1885 traf sie in Liverpool ein. Noch am selben Tag wurde sie zusammen mit der Umbria von der britischen Admiralität eingezogen, um sie aufgrund einer politischen Krise zwischen Russland und Afghanistan als Hilfskreuzer einzusetzen. Nach einer Übereinkunft wurde die Etruria aber schnell wieder entlassen und konnte am 25. April 1885 unter dem Kommando von Kapitän William McMickan zu ihrer Jungfernfahrt nach New York auslaufen. Die Umbria wurde dagegen noch weitere sechs Monate einbehalten, bevor sie im September 1885 wieder Cunard übergeben wurde.
Anfang August 1885 stellte die Etruria einen neuen Geschwindigkeitsrekord auf, als sie die Fahrt in östlicher Richtung in sechs Tagen und neun Stunden bewältigte. Sie legte die 2822 Seemeilen von Sandy Hook bis Queenstown bei einer durchschnittlichen Reisegeschwindigkeit von 18,44 Knoten (34,15 km/h) zurück. Auch auf der Rückfahrt setzte sie einen neuen Maßstab, als sie die Fahrt von Queenstown nach Sandy Hook in sechs Tagen, fünf Stunden und 31 Minuten absolvierte. Sie war damit das schnellste Schiff der Welt und wurde dafür mit dem begehrten Blauen Band für die schnellste Atlantiküberquerung eines Passagierschiffs ausgezeichnet. Das Schiff bekam dadurch zudem große mediale Aufmerksamkeit.
Auf der ostgebundenen Strecke wurde die Etruria erst 1889 von der neuen City of Paris der Inman Line geschlagen. 1887 nahm ihr ihr Schwesterschiff Umbria das Blaue Band auf der westgebundenen Strecke ab. Die Etruria konnte die Umbria kurz darauf noch einmal übertreffen, aber 1889 nahm ihr wiederum die City of Paris dauerhaft das Blaue Band auf der westgebundenen Strecke ab.
Am 20. Oktober 1885 ging die Etruria nach dem Auslaufen in New York wegen dichtem Nebel in der Lower New York Bay vor Anker. Der Frachtdampfer Canada (4.276 BRT) der National Steamship Company aus Limerick sah die Etruria nicht rechtzeitig und rammte sie an der Steuerbordseite. Es gab keinen Personenschaden und auch der Sachschaden war so gering, dass beide Schiffe ihre Reise fortsetzen konnten.
Am 29. Oktober 1898 traf die hauptsächlich in Paris engagierte amerikanische Operndarstellerin Maude Roudez an Bord der Etruria in New York ein. Roudez hatte zwei Wochen zuvor den Untergang des Passagierdampfers Mohegan der Atlantic Transport Line vor der Küste von Cornwall überlebt und dabei ihre Mutter verloren. Während die Umbria in den Jahren 1899 und 1900 im Zweiten Burenkrieg als Transportschiff eingesetzt wurde, blieb die Etruria weiterhin im regulären Passagierdienst.
Am 13. Januar 1900 traf die Etruria nach einer weiteren Atlantiküberquerung in New York ein und wurde am selben Tag einer Inspektion unterzogen. Es wurden Risse in der Schraubenwelle entdeckt, die bei der Abfahrt in Liverpool noch nicht da gewesen waren. An Bord der Umbria war im Dezember 1892 mitten auf dem Nordatlantik die Welle gebrochen, was langwierige Reparaturen nach sich gezogen hatte. Das Schiff war mit einer Verspätung von sieben Tagen in New York eingelaufen. Um zu verhindern, dass dies der Etruria ebenfalls passierte, blieb sie so lange an ihrer Pier in New York, bis eine neue Welle aus Großbritannien beschafft worden war. Erst am 17. Februar 1900 konnte die Etruria die Rückreise nach Liverpool antreten.

### Winston Churchill
Im November 1895 nahm sich der 21-jährige Winston Churchill, zu dem Zeitpunkt Leutnant in dem Kavallerieregiment 4th Queen’s Own Hussars, eine mehrwöchige Auszeit von seinem Militärdienst, um die Insel Kuba zu besuchen. Er wollte dort den kubanischen Unabhängigkeitskrieg mitverfolgen. Um von Großbritannien nach Kuba zu gelangen, reiste Churchill an Bord der Etruria nach New York, wo er am 9. November 1895 eintraf.
Es war sein erster Besuch in dem Land und in der Stadt, in der seine Mutter, die US-amerikanische Millionärstochter Jennie Jerome, geboren und aufgewachsen war. Drei Tage später reiste er nach Kuba weiter. Anfang 1896 kehrte er wieder an Bord der Etruria nach Großbritannien zurück.

### Besondere Vorkommnisse
1901 wurden die Etruria und die Umbria mit von Guglielmo Marconi erfundenen Apparaten zur drahtlosen Telekommunikation ausgestattet. Am 22. Februar 1902 verließ die Etruria New York und sollte am 1. März in Queenstown einlaufen. Am 26. Februar brach schließlich doch auf hoher See die Schraubenwelle, sodass die Etruria manövrierunfähig auf dem Meer trieb. In der Zeit vor dem Titanic-Unglück waren die Funkstationen auf Dampfschiffen noch nicht rund um die Uhr besetzt. Der Funker der Etruria versuchte vergebens, die Umbria per Funkspruch von dem Notfall in Kenntnis zu setzen.
Die Etruria konnte schließlich durch das Abfeuern von Notraketen die Aufmerksamkeit der William Cliff, einem Schiff der Leyland Line, auf sich lenken. Die William Cliff blieb während der Nacht längsseits, während an Bord der Etruria Reparaturmaßnahmen im Gange waren. Die William Cliff schleppte die Etruria schließlich bis nach Horta auf den Azoren, was etwa 500 Seemeilen südöstlich des Unfallorts lag. Die Etruria traf am 9. März auf den Azoren ein. Ihre Passagiere und die Post wurden am 15. März zur Elbe des Norddeutschen Lloyd transferiert, die eigens für diese Aufgabe abgestellt worden war. Das Schiff war nach ausgiebigen Instandsetzungen erst im Sommer 1902 wieder einsatzfähig, doch schon im Oktober zeigte die Welle nach einer besonders rauen Überfahrt erneut Risse. Wieder blieb der Dampfer in New York, bis eine neue Welle herüber geschifft und eingebaut worden war. Am 1. November 1902 lief sie wieder nach Großbritannien aus.
Im darauf folgenden Jahr kam es zu weiteren negativen Ereignissen. Am 28. Februar 1903 lief die Etruria nach dem Auslaufen auf New York am Eingang zum Gedney Channel auf Grund. Nachdem sie wieder flott gemacht und auf Schäden untersucht worden war, konnte sie ihre Reise fortsetzen. Am 10. Oktober 1903 wurde die Etruria wenige Stunden nach dem Ablegen in New York an Backbord von einer Monsterwelle getroffen, die als mindestens 15 Meter hoch beschrieben wurde. Die Welle riss Teile der Kommandobrücke und der Reling weg. Mehrere Passagiere der Ersten Klasse saßen zu dem Zeitpunkt in der Nähe der Brücke auf Deckstühlen und wurden mitgerissen. Ein Passagier wurde getötet, mehrere andere wurden verletzt.
Im Oktober 1906 stieß sie beim Auslaufen aus dem New Yorker Hafen im Nebel mit der Minnehaha der Atlantic Transport Line zusammen. Im Januar 1907 starben zwei Seeleute an Bord der Etruria, als sie bei sehr schwerer See versuchten, das Tauwerk des Steuerbordankers zu sichern.

### Das Ende
Als Cunard die Mauretania und die Lusitania bauen ließ, waren die über 20 Jahre alten Schwesterschiffe Etruria und Umbria längst überholt. Am 26. August 1908 wurde die Etruria mit dem Heck voran von ihrer Anlegestelle in Liverpool manövriert, um gegenüber dem Prince’s Landing Stage anzulegen, wo die Passagiere für die anstehende Überfahrt an Bord gehen sollten. Dabei kam dem Schiff eine Baggerschute, die den River Mersey überqueren wollte, zu nah, und kollidierte heftig mit der Etruria.  Das viel kleinere Schiff wurde fast in zwei Hälften geteilt, sank aber nicht, weil es in dem Propeller der Etruria verkeilt war.
Beide Schiffe trieben hilflos auf dem Mersey und die Baggerschute wurde gewaltsam gegen die Pier gedrückt. Dies bedeutete nicht nur das Ende für den kleinen Lastkahn, sondern auch für den Ozeandampfer. Propeller, Ruder und Lenkgetriebe waren derart beschädigt, dass an eine Weiterfahrt nach New York nicht zu denken war. Die Passagiere wurden in Hotels untergebracht und fuhren mit der Umbria nach New York. Eine weitere Fahrt würde nicht mehr folgen.
Die Etruria wurde ins Dock geschleppt, um behelfsmäßige Reparaturen an ihr vornehmen zu lassen. Nachdem das Schiff eine Weile in Birkenhead aufgelegt worden war, wurde es im Oktober 1909 für 16.750 britische Pfund (heute etwa 1.858.000 £) an die Abbruchwerft von Thomas Ward verkauft. Am 10. Oktober 1910 wurde die Etruria von dem Schlepper Black Cock nach Preston (Lancashire) geschleppt, wo sie anschließend abgewrackt wurde.